# Devotionsformel
Die Devotionsformel (von lat. devotio „Ergebenheit“, auch Demutsformel) ist eine rhetorische Selbsterniedrigung. Sie gehört nicht zur klassischen Rhetorik, sondern kam erst in der Spätantike auf und ist oft christlich gefärbt.
In der offiziellen, formelhaften Amts- oder Kanzleisprache erscheinen Devotionsformeln häufig im Zusammenhang mit Titeln, von Gottes Gnaden bei weltlichen Herrschern und Servus servorum Dei („Diener der Diener Gottes“) als Selbstbezeichnung des Papstes. Auch in der konventionellen Gesellschaftssprache dienten diese Formeln wie Ihr (ergebenster, gehorsamster) Diener zur Bekundung eines – hier ständisch-sozial gemeinten – Selbstverständnisses. Ob dies Selbstbild echt ist oder nur vorgetäuscht wird, hängt vom Einzelfall ab. Demutsformeln werden zwar noch heute benutzt, z. B. meine Wenigkeit, klingen aber altertümlich und zum Teil eher humoristisch.
Eng verwandt mit der Devotionsformel ist der Begriff der Captatio benevolentiae, die meist im Prolog oder Epilog eines literarischen Werks dem Dichter dient, seine Unwürdigkeit gegenüber Hörern bzw. Lesern zu beteuern und damit die Gunst des Publikums zu erlangen.
Bekannte Devotionsformeln sind die Conditio Jacobaea, deo volente, Ducunt volentem fata, nolentem trahunt und In schā'a llāh.